# Кекец (филм)
Кекец је црно-бели југословенски филм снимљен 1951. године, који је режирао Јоже Гале. Први је од три филма снимљених о дечаку Кекецу, књижевном лику који је осмислио словеначки дечји писац Јосип Вандот (Кекец, Срећно, Кекец! и Кекецове смицалице). Идеологизована критика дочекала је овај филм „на нож”, али је већ следеће године добио Златног лава на фестивалу у Венецији. То је био први словеначкии југословенски филм који је награђен неким међународним признањем.

## Радња
Високо међу Алпским врховима у идиличној долини налази се мало село. Насупрот један другоме тамо живе добри дед Кособрин и зли самотњак Беданц. Са Беданцом живи Мојца, слушкиња која се Кособрину пожали на тежак живот. Иако се боји Беданца и његове освете, Кособрин узима девојку са собом. Беданц га успева ухватити те га завеже за дрво. Недуго затим Кособрина спашава храбри дечак Кекец, али Беданц успева и њега да ухвати. Обећава да ће га пустити уколико му овај помогне да пронађе одбеглу Мојцу, што овај одбија.

## Улоге
| Глумац          | Улога       |
| --------------- | ----------- |
| Драго Зупан     | Ноћни чувар |
| Фран Липах      | Музичар     |
| Франц Пресетник | Беданец     |
| Јоже Млакар     | Розле       |
| Матија Барл     | Кекец       |
| Фране Милчински | Кособрин    |
| Вида Левстик    | Мајка       |
| Лојзе Потокар   | Отац        |
| Зденка Логар    | Мојца       |
| Модест Санцин   | Мисјек      |

Комплетна филмска екипа  ▼
| Редитељ                   | Јоже Гале       |                   |
| Сценариста                | Јоже Гале       |                   |
| Сценариста                | Фране Милчински |                   |
| Сценариста                | Јосип Вандот    | (новела)          |
| Композитор                | Маријан Козина  |                   |
| Директор фотографије      | Иван Маринчек   |                   |
| Монтажер                  | Иван Маринчек   |                   |
| Сценограф                 | Тоне Млакар     |                   |
| Костимограф               | Иве Шубић       |                   |
| Одсек за шминку           | Берта Меглич    | шминкерка         |
| Одсек за шминку           | Берта Текавец   | шминкерка         |
| Помоћник режије           | Ернест Адамич   | помоћник редитеља |
| Одсек за звук             | Франц Кам       | тонски сарадник   |
| Одсек за камеру и расвету | Марјан Седеј    | сниматељ          |
| Одсек за камеру и расвету | Жарко Тушар     | сниматељ          |

## Награде
Идеологизована југословенска филмска критика дочекала је филм Кекец „на нож”, мада се потпуно уклапао у пропаганду бољег, самосвесног, независног и храброг новог живота.Однос се променио већ следеће, 1952. године, када је филм добио Златног лава на фестивалу у Венецији. То је био први словеначки филм који је награђен неким међународним признањем.